# Metawar
Metawar es el tercer álbum de estudio de la banda  de metal industrial estadounidense 3Teeth . Fue lanzado el 5 de julio del 2019 como el primer álbum de la banda bajo su nuevo sello discografico, Century Media Records .

## Lanzamiento y promoción
Producción
El álbum comenzó con su producción a principios del 2018, seguido de una gira extensiva junto con <shutdown.exe>. Sean Beavan colaboró con la banda una vez más encargándose  de la mezcla y producción del nuevo álbum. La banda anunció la finalización del álbum el 22 de diciembre del 2018 través su Instagram oficial junto con una ventana de lanzamiento tentativa para la primavera de 2019.
El primer sencillo del disco, "American Landfill", se lanzó a nivel mundial el 5 de abril del 2019, junto con el anuncio oficial de la fecha de lanzamiento global de su nuevo album el 5 de julio.     Junto con el anuncio del nuevo álbum, la banda también anunció una gira de verano como soporte de Ministry .  El líder Mincolla describió el nuevo álbum como centrado en la idea del mundo contra el mundo.   Según Mincolla, "Si nuestro álbum debut se centraba en el hombre contra el mundo, y nuestro segundo álbum era el hombre contra sí mismo, entonces de verdad quería que Metawar se centrara en la idea del mundo contra el mundo, y en la noción de que si el hombre no crea su propio mundo, a menudo es aplastado por el mundo de otro".  
El video musical de "American Landfill" debutó el 15 de abril del 2019.,  El vídeo fue dirigido por Matthew Charles Santoro, un viejo amigo de Alexis Mincolla, director de Hollywood y artista de efectos visuales cuyos créditos incluyen X-Men Origins: Wolverine y 300.  el segundo sencillo "Exxxit" fue lanzado junto con un video musical el 23 de abril.   "La canción gira en torno a un ultimátum conceptual y al instinto humano hacia la autodestrucción como forma de liberación", dijo Mincolla.   En el video, aparece la artista de performance Jeanelle Mastema suspendida de ganchos,  fue descrito como "horripilante" y "no apropiado para el trabajo"  Se inspiró en conceptos que aparecen en el tratado de Albert O. Hirschman de 1970 Exit, Voice, and Loyalty .  "Exxxit" se estrenó junto con el anuncio de una gira Norteaméricana junto con Author &amp; Punisher y GOST como teloneros. 
El tercer sencillo que acompaña al álbum, Affluenza, fue lanzado el 31 de mayo del 2019.   Mincolla describe la afluenza como "la epidemia que todo lo consume de nuestros tiempos. Es una enfermedad de transmisión social que se infecta a través del sistema nervioso digital protésico cuando se expone a las infotoxinas, basadas en el consumo, emitidas por el trasero de Kim Kardashian ".   También se lanzó un video musical oficial con la letra del sencillo.   El cuarto sencillo promocionando el álbum, President X, fue lanzado el 14 de junio de 2019.   El sencillo estuvo acompañado de un vídeo musical que presenta a Mincolla como un presidente lagarto neofascista en "la canción más abiertamente política de la banda hasta la fecha". 
El quinto sencillo lanzado fue un cover de la banda de " Pumped Up Kicks " de Foster the People, que se lanzó el 28 de junio del 2019.   También se lanzó un quinto vídeo musical junto con el sencillo. Sobre el por qué la banda decidió hacer una canción cover, Mincolla dijo: "Las bandas industriales tienen una larga historia de subvertir las canciones de la cultura popular... Siempre hemos sido fanáticos de este tipo de cosas y sentimos que sería un buen momento para tomar una canción icónica de finales de la década de los 2000 y darle algo de oscuridad industrial inesperada del 2019".   El 17 de enero del 2020, Altær fue lanzado como el sexto sencillo del álbum junto con un video musical.  
Durante la gira de apoyo a Metawar, la banda grabó una canción original y dos covers para la película Guns Akimbo . Su versión de You Spin Me Round (Like a Record) de Dead or Alive apareció en el tráiler de la película, y más tarde se anunció que la segunda canción cover sería The Ballroom Blitz, originalmente grabada por The Sweet .  

## Composición
Metawar ha sido descrito como metal industrial   rock industrial,  industrial,  nu metal,  metal alternativo,  y rock electrónico . 

## Recepción crítica
Metawar recibió críticas generalmente positivas de los críticos. En Metacritic, que asigna una calificación normalizada de 100 a las reseñas de los críticos convencionales, el álbum tiene una puntuación promedio de 61 sobre 100, lo que indica "críticas generalmente favorables" basadas en 4 reseñas.  Loudwire lo nombró uno de los 50 mejores álbumes de metal del 2019. 

## Rankings
Tras su lanzamiento, Metawar se convirtió en el álbum de mayor éxito comercial de la banda, debutando en el puesto número 23 en Billboard  y en el puesto número 28 en la lista de los mejores álbumes en iTunes, así como el álbum número 1 en las listas de metal de iTunes.  El álbum también debutó en el puesto #82 en la lista Top Album Sales de Billboard de la semana del 20 de julio del 2019, y en el puesto #3 en la lista Heatseekers Albums de Billboard de la misma semana.  Junto con el lanzamiento de Metawar, 3teeth se ubicó en el puesto número 25 en la lista de artistas emergentes de Billboard. 
Notas
- Todas las canciones están estilizadas en mayúsculas .

## Personal
3Teeth
- Alexis Mincolla – voz, letras
- Chase Brawner – guitarras
- Xavier Swafford – teclados, sintetizadores
- Andrew Means – bajo, sintetizadores modulares
- Justin Hanson – batería

- Sean Beavan – programación, ingeniería y mezcla
- Juliette Beaven – voces adicionales
- Howie Weinberg – masterización
- Mike Glitter – A&R
- Don Robertson – A&R

Personal visual
- Alexis Mincolla – dirección de arte
- Marcel Lagerquist – diseño gráfico
- Mijail Aleksandrovich – modelado 3D
- Sqeuoia Emmanuelle – fotografía